# Ulf Sterner
Ulf Ivar Erik "Uffe" Sterner (* 11. února 1941 Deje) je bývalý švédský hokejový reprezentant a první hráč, který vyrostl v Evropě a nastoupil v NHL.
Je členem Síně slávy mezinárodní hokejové federace. V roce 1963 vyhrál anketu o hokejistu roku ve švédské lize (Zlatý puk).

## První Evropan v NHL
Švédský talentovaný útočník podepsal 1. října 1964 smlouvu s klubem NHL New York Rangers a v sezoně 1964/65 se stal prvním hokejistou z Evropy, který ve slavné soutěži nastoupil. Před ním totiž v NHL hráli maximálně hokejisté, kteří se narodili v Evropě, ale od útlého věku žili v Severní Americe. Jeho premiérou byl 27. ledna 1965 zápas proti Boston Bruins. Rangers se však pokus se švédským hráčem neosvědčil a Sterner nastoupil pouze ve čtyřech utkáních. Naposledy 3. února proti Chicago Blackhawks. V sezoně nastupoval převážně v American Hockey League za farmu Rangers – Baltimore Clippers. Také během ročníku hrál za druhé farmářské mužstvo v CPHL – St. Paul Rangers. Po sezoně se vrátil do švédské ligy.
Dalším Evropanem v soutěži byl až o pět let později Jaroslav Jiřík v dresu St. Louis Blues.

## Reprezentace
Sterner byl součástí švédského národního týmu na olympijských hrách 1960 ve Squaw Valley a 1964 v Innsbrucku, kde Švédi získali stříbrné medaile.
Kromě toho se zúčastnil i devíti mistrovství světa, kde zkompletoval sbírku jednoho titulu mistra světa a pěti stříbrných a jedné bronzové medaile. V letech 1962 a 1969 byl ve výběru All Star šampionátu, v roce 1969 zároveň byl vyhlášen nejlepším útočníkem.

### Reprezentační statistiky
| 1960 | Švédsko | OH | 5  | 0 | 1 | 1  | 0 |
| 1961 | Švédsko | MS | 7  | 5 | 0 | 5  | 2 |
| 1962 | Švédsko | MS | 7  | 9 | 7 | 16 | 2 |
| 1963 | Švédsko | MS | 7  | 7 | 2 | 9  | 2 |
| 1964 | Švédsko | OH | 7  | 6 | 5 | 11 | 0 |
| 1966 | Švédsko | MS | 7  | 4 | 1 | 5  | 0 |
| 1967 | Švédsko | MS | 7  | 2 | 3 | 5  | 7 |
| 1969 | Švédsko | MS | 10 | 5 | 9 | 14 | 8 |
| 1970 | Švédsko | MS | 10 | 1 | 7 | 8  | 7 |
| 1971 | Švédsko | MS | 10 | 2 | 2 | 4  | 2 |
| 1973 | Švédsko | MS | 9  | 5 | 2 | 7  | 6 |

Poznámka – v letech 1960 a 1964 byl olympijský turnaj zároveň mistrovstvím světa, takže Sterner je šestinásobným stříbrným medailistou z MS a jedenáctinásobným účastníkem MS, započítáme-li i tyto dva turnaje

## Klubová kariéra v Evropě
Do elitní švédské hokejové soutěže naskočil v sezoně 1956/57 (během které oslavil šestnácté narozeniny) v dresu Forshaga IF. V tomto klubu působil do roku 1961, kdy přestoupil do Västra Frölunda IF, jehož dres oblékal před odchodem do zámoří. V letech 1965–1967 hrál za Rögle BK, pak odehrál sezonu za Färjestads BK a ročník 1968/69 byl opět součástí celku Frölundy. V letech 1969–1973 hájil barvy Färjestads BK. Sezonu 1973/74 strávil v britské lize, kde hájil barvy London Lions. Závěr kariéry si užil v celku Bäcken HC, kde hrál tři roky a v tom prvním pomohl celku k postupu do druhé švédské ligy. Poslední sezonu 1977/78 si zahrál třetí ligu za Vänersborgs HC.
V oficiálním utkání se objevil ještě jedenáct let po ukončení kariéry, kdy nastoupil během ročníku 1989/90 za Hammarö HC ve třetiligovém utkání.
V letech 1986–1989 působil ve druhé německé lize jako trenér.